# Collège de Tournai
Ne doit pas être confondu avec Collège des Jésuites (Tournai).

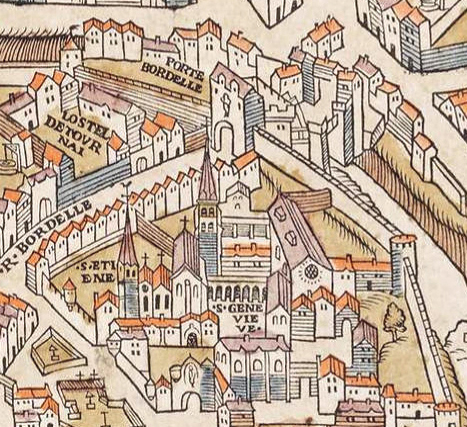
Le Collège de Tournai sur un plan de Paris vers 1550

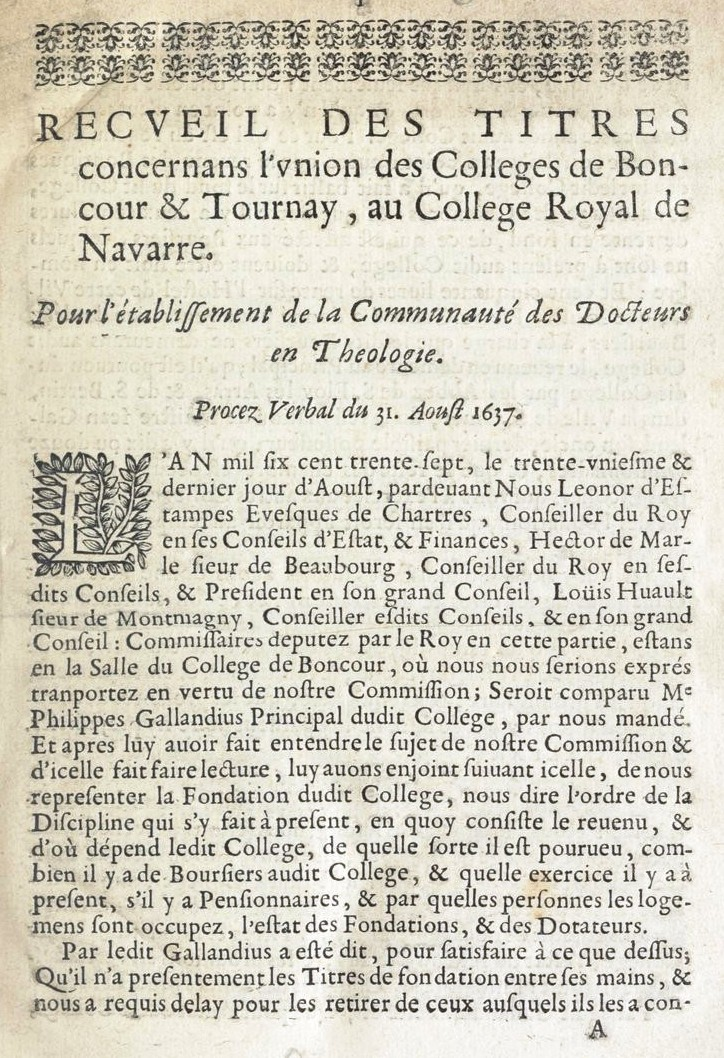
Recueil des titres concernant l'union des collèges de Boncourt et de Tournai au collège royal de Navarre (1637).

Le collège de Tournai est un collège de l'ancienne université de Paris. 
Il fut fondé en 1353, en même temps que le collège de Boncourt, par l'évêque de Noyon-Tournai, Mgr Gilles de Lorris, sur la montagne Sainte-Geneviève à Paris. Il fut ensuite réuni au collège de Navarre.